# Académie des sciences, belles-lettres et arts de Besançon et de Franche-Comté
Pour la circonscription éducative, voir Académie de Besançon.
L'Académie des sciences, belles-lettres et arts de Besançon et de Franche-Comté est une société savante, fondée en 1752 à Besançon.

## Historique
En juin 1752, les lettres patentes royales signées par Louis XV instaurent une « Académie des sciences, belles-lettres et arts en ville de Besançon » et accordent ainsi à la capitale comtoise une distinction analogue à ses voisines Nancy et Dijon.  
L'éclat de cette Académie est marqué par le couronnement qu'elle accorde aux travaux de Antoine Parmentier en 1772.  
L'Académie est supprimée en 1793, mais elle se reconstitue à partir de 1804 à l'initiative du préfet et du recteur en s'adaptant aux exigences nouvelles.

## La pension Suard
A partir de 1832, elle décerne une pension, issue d'un legs de la veuve de Jean Baptiste Antoine Suard dont les lauréats sont  : 
- 1832 : Gustave Fallot (1807-1836), chartiste
- 1835 : Victor Mauvais (1809-1854), astronome
- 1838 : Pierre-Joseph Proudhon (1809-1865), économiste et homme politique
- 1840 : Antoine Cyprien Forien, avocat (père de l’architecte Maurice Forien)
- 1844 : Jean Petit (sculpteur), (1819-1903)
- 1847 : Claude-Louis Bourgoin, physicien
- 1850 : Célestin Fleury-Bergier (1815-1895)
- 1853 : Louis-Etienne Pioche (1833-1887)
- 1856 : Charles Louis Contejean (1824-1907), naturaliste
- 1859 : Charles Curasson
- 1862 : pas de pension Suard
- 1866 : Claude Jules Victor Roy (1844-1914), chartiste
- 1869 : Alexis Machard
- 1872 : Joseph Aymonet
- 1875 : Maurice Berthelot
- 1878 : Paul Girod
- 1881 : Charles-Félix Pourcelot
- 1884 : Albert Girardot
- 1887 : Louis Léon David
- 1890 : Eugène Fumey
- 1893 : abbé Edmond Callier
- 1896 : Albert Henriet
- 1899 : Félix Thomas (né à Besançon en 1876)
- 1902 : Gustave Gautherot (1880-1948), enseignant et homme politique
- 1905 : Henri Lapierre (1881-1907), chartiste
- 1908 : Louis Maurice Nonnotte (1879-1944)
- 1911 : Joseph Virieux, (1890-1915), botaniste
- 1914 : M Leclerc, né en 1886

## Caractéristiques
Elle est aujourd'hui composée de 40 membres titulaires, d'une centaine de membres correspondants et de quelques membres étrangers. Elle participe à la Conférence nationale des académies des sciences, lettres et arts.
L'Académie publie tous les deux ans un volume de Procès-verbaux et mémoires. Elle publie aussi des Mémoires et Documents inédits relatifs à l'histoire de la Franche-Comté.
Elle décerne, tous les deux ans, depuis 2009 le prix Zweig-Uebersfeld destiné à des étudiants en médecine particulièrement méritants.

## Membres célèbres
- l'abbé Philipon de La Madeleine
- Charles Nodier, de l'Académie française
- Victor Hugo, de l'Académie française
- Xavier Marmier, de l'Académie française
- Charles de Montalembert, de l'Académie française
- Joseph Droz, de l'Académie française
- Hilaire de Chardonnet, de l'Académie des sciences
- Guy Michel de Durfort de Lorges
- François-Joseph Genisset, président et secrétaire perpétuel en 1827
- Pierre-Philippe Grappin, secrétaire perpétuel de 1805 à 1819
- Jean-Marie Suchet, de nombreuses fois président ou vice-président entre 1863 et 1904

## Organisation

### Présidents
- 2017 : Guy Scaggion[3]
- 2018 : Jean-Louis Vincent

### Secrétaires perpétuels
- 1805 : dom Grappin
- 1820 : Jean-Baptiste Béchet
- 1827 : François-Joseph Genisset
- 1837 : Jean-Baptiste Pérennès
- 1843 : Jean-François Perron
- 1853 : Jean-Baptiste Pérennès
- 1872 : Just Vuilleret
- 1882 : Charles de Vaulchier
- 1885 : Léonce Pingaud
- 1896 : Armand Boussey
- 1900 : Albert Mallié
- 1902 : Roger de Lurion
- 1908 : Albéric de Truchis de Varennes
- 1944 : Léon Four
- 1949 : Georges Gros
- 1966 : Robert Bidault
- 1978 : André Ledoux
- 1988 : Jean-Gérard Théobald
- 2015 : Marie-Dominique Joubert